# Залоги (Опочецкий район)
Залоги — деревня в Опочецком районе Псковской области России. Входит в состав Макушинской волости Опочецкого района.
Расположена в 18 км к юго-западу от города Опочка.
Численность населения по состоянию на 2000 год составляла 15 человек, на 2012 год — 6 человек.
До 2006 года входила в состав Петровской волости с центром в д. Макушино.